# Rhinoncus pericarpius
Rhinoncus pericarpius är en skalbaggsart som först beskrevs av Carl von Linné 1758.  Rhinoncus pericarpius ingår i släktet Rhinoncus, och familjen vivlar. Arten är reproducerande i Sverige.

## Bildgalleri

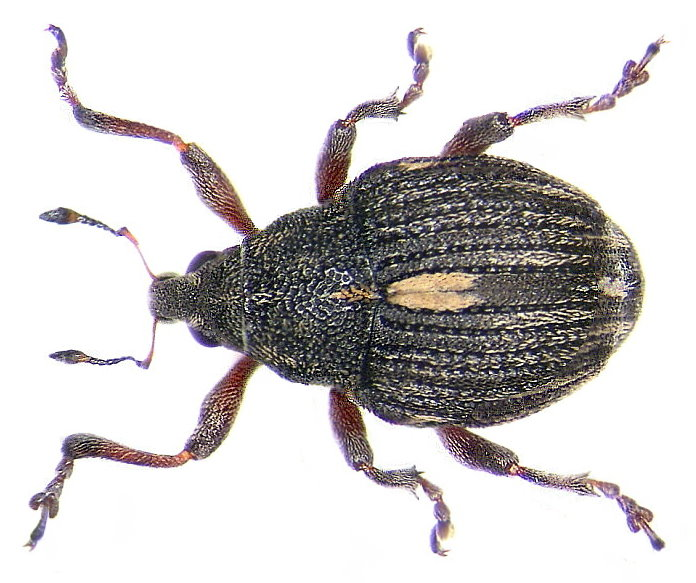
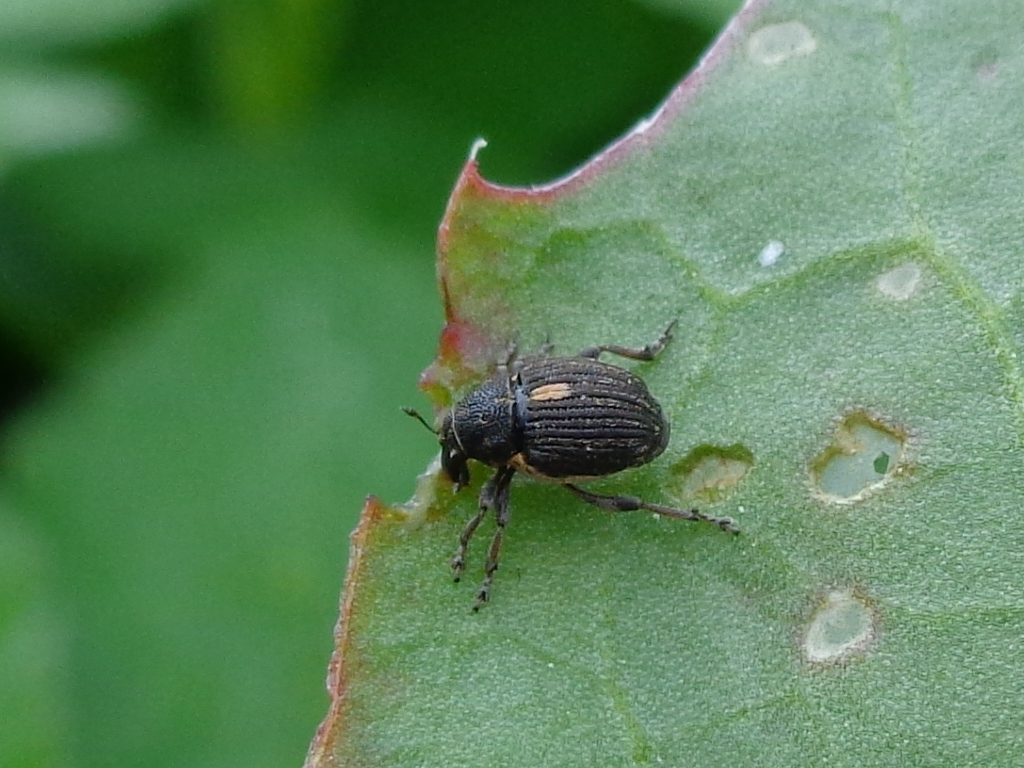
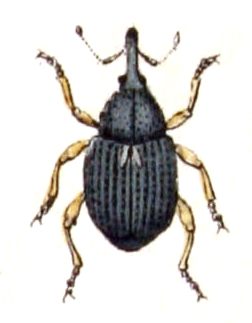